# آکرون

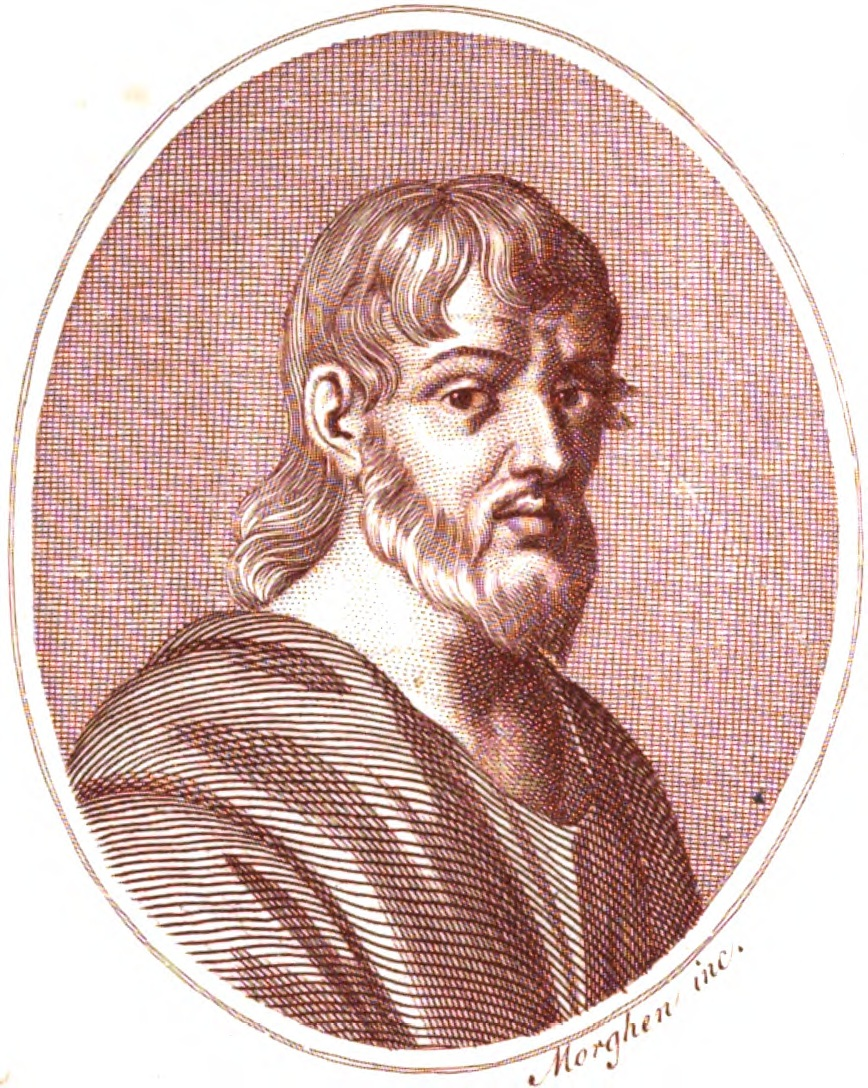

آکرون فرزند زنون، یکی از برجسته‌ترین پزشکان یونان باستان بود که در آگریجنتو چشم به جهان گشود. تاریخ تولد دقیق او معلوم نیست. اما گمان می‌رود هم‌دوره امپدوکلس باشد. او از سیسیل به آتن رفت و یک مدرسه فلسفه باز کرد.
با وجود اینکه او کتاب‌های زیادی درباره پزشکی و فیزیک به گویش دوریک یونانی نوشته، اما هیچیک از نوشته‌های او در دسترس نیستند و تنها، نام کتاب‌های او در سودا (کتاب) و یودوسیا آورده شده‌اند.